# 下郡信号場
下郡信号場（しもごおりしんごうじょう）は、大分県大分市大字下郡にある、九州旅客鉄道（JR九州）の信号場である。
日豊本線・豊肥本線の分岐点に位置し、大分駅 - 当信号場間は両線の重複区間となる。

## 歴史
- 1914年（大正3年）4月1日：鉄道院（後に日本国有鉄道）豊州本線（現・日豊本線）・犬飼軽便線（現・豊肥本線）開業に伴い、両線の分岐点に下郡連絡所開設[1]。
- 1922年（大正11年）4月1日：下郡信号場に改称[1]。
- 1963年（昭和38年）3月20日：大分 - 下郡信号場間での日豊本線・豊肥本線の線路分離に伴い、初代信号場廃止[1]。
- 1967年（昭和42年）8月13日：大分電車区（当時）への分岐点として初代と同場所に再開設[1]。
- 1987年（昭和62年）4月1日：国鉄分割民営化により九州旅客鉄道に継承[1]。
- 2006年（平成18年）3月18日：大分駅周辺高架化工事の進捗に伴い、日豊本線の大分駅 - 大分車両センター間に信号場を設置。
- 2014年（平成26年）3月15日：大分駅周辺高架化工事の進捗に伴い、日豊本線の大分駅 - 牧駅間に新線を設置。この日を境に日豊本線への分岐および日豊本線からの車両センター入場ができなくなる。

## 構造

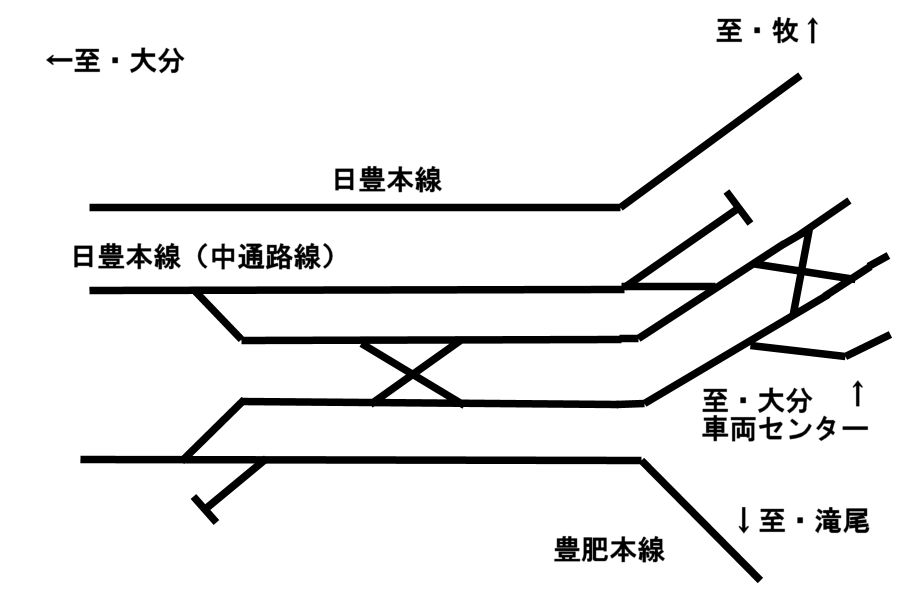
下郡信号場の配線図（概略）

大分駅より鹿児島方約2.2 kmの地点にあり、大分鉄道事業部大分車両センターでの列車回送（入出庫）のために設置されている。単純な単線分岐型の信号場であるため、列車の交換・待避はできない。
鹿児島方より大分車両センターからの入出庫線が、日豊本線に属する回送線（運転士時刻表上では「中通路線」と呼称）および豊肥本線に合流する。この回送線は2014年（平成26年）までは日豊本線の本線であったが、日豊本線の貨客用新線を大分駅 - 牧駅間に設置し、それまでの本線線路を回送線とした。そのため、大分駅と当信号場間は3本の線路が単線並立の形で設置されている。またこれに伴い、日豊本線の本線から大分車両センターへの入出場はできなくなった。
豊肥本線の閉塞方式は当信号場を境にして変わり、大分方面が自動閉塞式（単線）、熊本方面が特殊自動閉塞式（軌道回路検知式）となる。

## 周辺
- 大分鉄道事業部大分車両センター・大分運輸センター

## 隣の施設
九州旅客鉄道（JR九州）
■日豊本線
牧駅 - 下郡信号場 - 大分駅
■豊肥本線
大分駅 - 下郡信号場 - 滝尾駅